# TAP Portugal

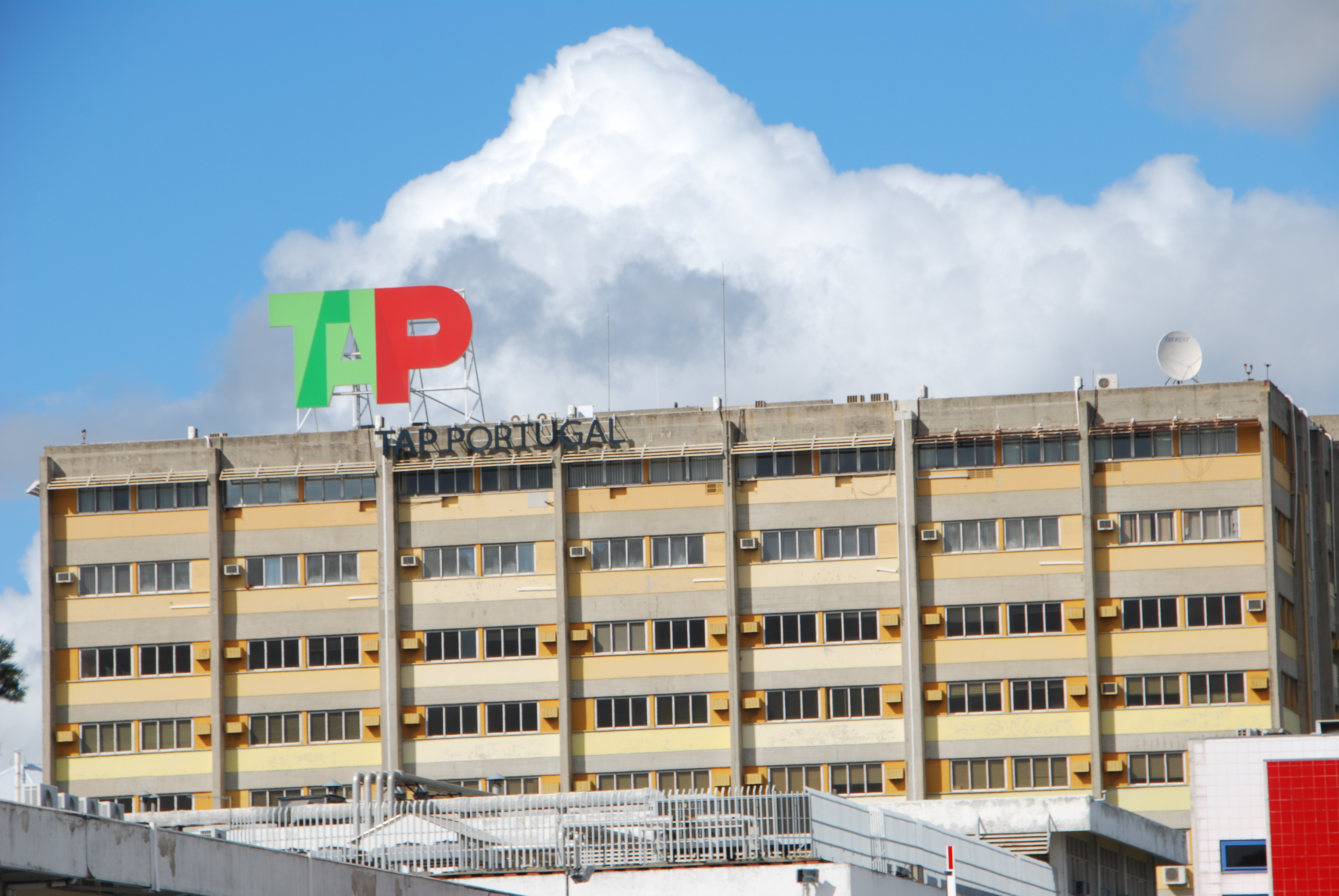
Trụ sở của TAP, Tòa nhà 25

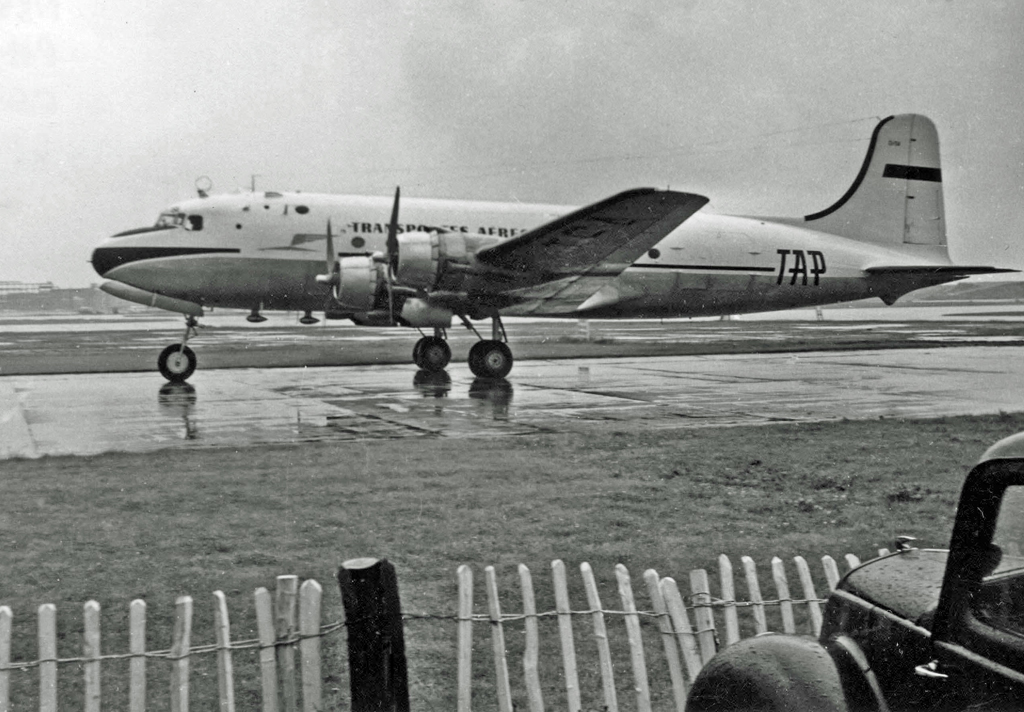
Douglas DC-4 của TAP đang đến Sân bay Heathrow London từ Lisboa năm 1954

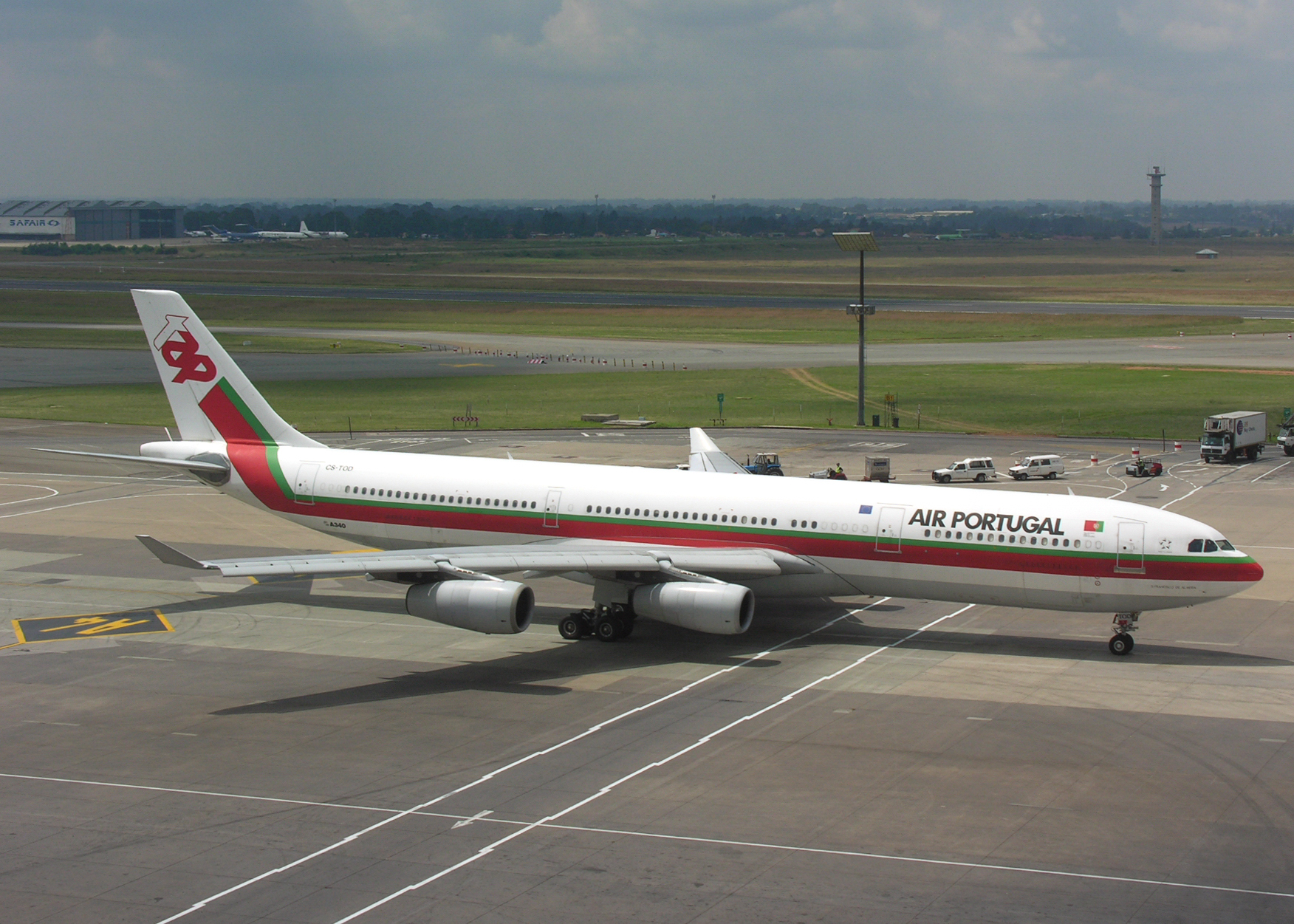
Airbus A340-300 với màu sơn cũ 1979-2005

Transportes Aéreos Portugueses, SGPS, S.A., được công chúng biết với tên TAP Portugal và thường được gọi là TAP, là hãng hàng không quốc gia của Bồ Đào Nha. TAP Bồ Đào Nha là hàng hàng không 100% nhà nước sở hữu và có trụ sở chính tại Tòa nhà 25 căn cứ của sân bay Portela ở Santa Maria dos Olivais, Lisboa, và là một thành viên của Star Alliance kể từ 14 tháng 3 năm 2005, cùng một ngày công ty tổ chức kỷ niệm 60 năm. Trung tâm của nó ở Lisboa là một cửa ngõ chủ chốt của châu Âu nằm tại ngã tư đường với châu Phi, Nam Mỹ và Bắc Mỹ. Việc tư nhân hóa hãng hàng không sẽ được tiến hành trong năm 2012 như là một phần của gói cứu trợ 78 tỷ euro của Bồ Đào Nha đã đồng ý bởi EU và IMF.
Mạng lưới tuyến của TAP bao gồm 80 điểm đến tại 36 quốc gia trên toàn thế giới. TAP điều hành gần 2.000 chuyến bay hàng tuần với một phi đội 55 máy bay Airbus, và 16 máy bay chở hành phục vụ công ty con Portugalia.
TAP ban đầu là viết tắt của Transportes Aéreos Portugueses. Tên gọi này đã bị ngưng sử dụng vào năm 1979 khi công ty đổi tên thành TAP Air Portugal, sau đó đổi tên một lần nữa sang tên hoạt động hiện tại là TAP Portugal.
Global Traveler Magazine bầu chọn hãng này là "Hãng hàng không tốt nhất châu Âu" năm 2011. 
Tháng 6/2015, TAP được bán tư nhân hóa và trở thành sở hữu đa số bởi Atlantic Gateway Consortium, do David Neeleman, người thành lập JetBlue và Azul Brazilian Airlines, đồng sáng lập WestJet, cùng với doanh nhân người Bồ Đào Nha Humberto Pedrosa. Atlantic Gateway Consortium đã mua 61% cổ phần của hãng vận tải này từ chính phủ Bồ Đào Nha vào ngày 24/6/2015 với tùy chọn mua 34% cổ phần còn lại của chính phủ Bồ Đào Nha vào năm 2018. Thỏa thuận này đã bị tranh cãi vì nó đã được hoàn thành vào cuối năm nhiệm vụ của chính phủ trung hữu với sự phản đối rộng rãi của các nhân viên TAP. Tháng 10/2015, một chính phủ cánh tả mới đã tìm cách trả lại quyền kiểm soát phần lớn hãng hàng không cho nhà nước, đã ký vào tháng 2/2016 một thỏa thuận với tập đoàn tư nhân, trong đó chỉ ra rằng công ty thuộc sở hữu 50% của nhà nước Bồ Đào Nha, 45 % bởi Atlantic Gateway Consortium và 5% cổ đông có sẵn cho các cộng tác viên và nhân viên của TAP Air Portugal. 

## Giải thưởng
Năm 2007, TAP Air Portugal đã được NATO trao tặng danh hiệu Nguồn sửa chữa động cơ / máy bay tốt nhất cho Chương trình bảo dưỡng AWACS của NATO và được vinh danh với giải thưởng thực hành bảo dưỡng và đại tu cao nhất do Airbus Industries trao tặng vào các năm 1996, 2000, 2003 và 2005, được FAA, EASA và một số tổ chức chứng nhận quan trọng khác và các nhà sản xuất máy bay (Airbus, Boeing, Embraer) chứng nhận về bảo trì và đại tu toàn bộ máy bay, động cơ và linh kiện.
Năm 2010, TAP Air Portugal đã được tạp chí Condé Nast Traveler của Anh trao tặng "Giải thưởng Hãng hàng không Tốt nhất Thế giới", sau khi được đánh giá xuất sắc trong những năm trước và được Thế giới đánh giá là "Hãng hàng không Tốt nhất đến Nam Mỹ". Giải thưởng Du lịch năm 2009 và 2010 với các đề cử cho "Hãng hàng không hàng đầu châu Âu" và "Hạng thương gia hàng đầu châu Âu" vào các năm 2007, 2009 và 2010. TAP Air Portugal cũng liên tục đạt được các thứ hạng cao và nhiều giải thưởng khác nhau từ các ấn phẩm chuyên ngành về du lịch hàng không như Skytrax và Publituris do sự xuất sắc của công ty trong dịch vụ và hiệu suất. Trong những năm gần đây, TAP Air Portugal liên tiếp được Giải thưởng Du lịch Thế giới (WTA) bầu chọn là Hãng hàng không Hàng đầu Thế giới đến Châu Phi và Nam Mỹ, được coi là "Giải Oscar" của ngành du lịch thế giới.
Trong ấn bản tháng 12 năm 2017 và tháng 1 năm 2018 của tạp chí Monocle's Travel Top 50, một danh sách hàng năm do các biên tập viên của tạp chí lựa chọn, đã trao tặng cho hãng hàng không TAP của Bồ Đào Nha danh hiệu "phi hành đoàn đẹp trai nhất".

## Thỏa thuận chia sẻ
- Aegean Airlines
- airBaltic
- Air Canada
- Air China
- Air India
- Alitalia
- All Nippon Airways
- Austrian Airlines
- Azores Airlines
- Azul Brazilian Airlines
- Beijing Capital Airlines
- Brussels Airlines
- Croatia Airlines
- EgyptAir
- El Al
- Emirates
- Ethiopian Airlines
- Etihad Airways
- Finnair
- Gol Transportes Aéreos
- JetBlue
- LAM Mozambique Airlines
- LOT Polish Airlines
- Lufthansa
- Luxair
- Nordica
- S7 Airlines
- Singapore Airlines
- South African Airways
- Swiss International Air Lines
- Thai Airways
- Turkish Airlines
- Ukraine International Airlines
- United Airlines

## Đội bay

### Đang hoạt động
Tính đến tháng 11/2021:

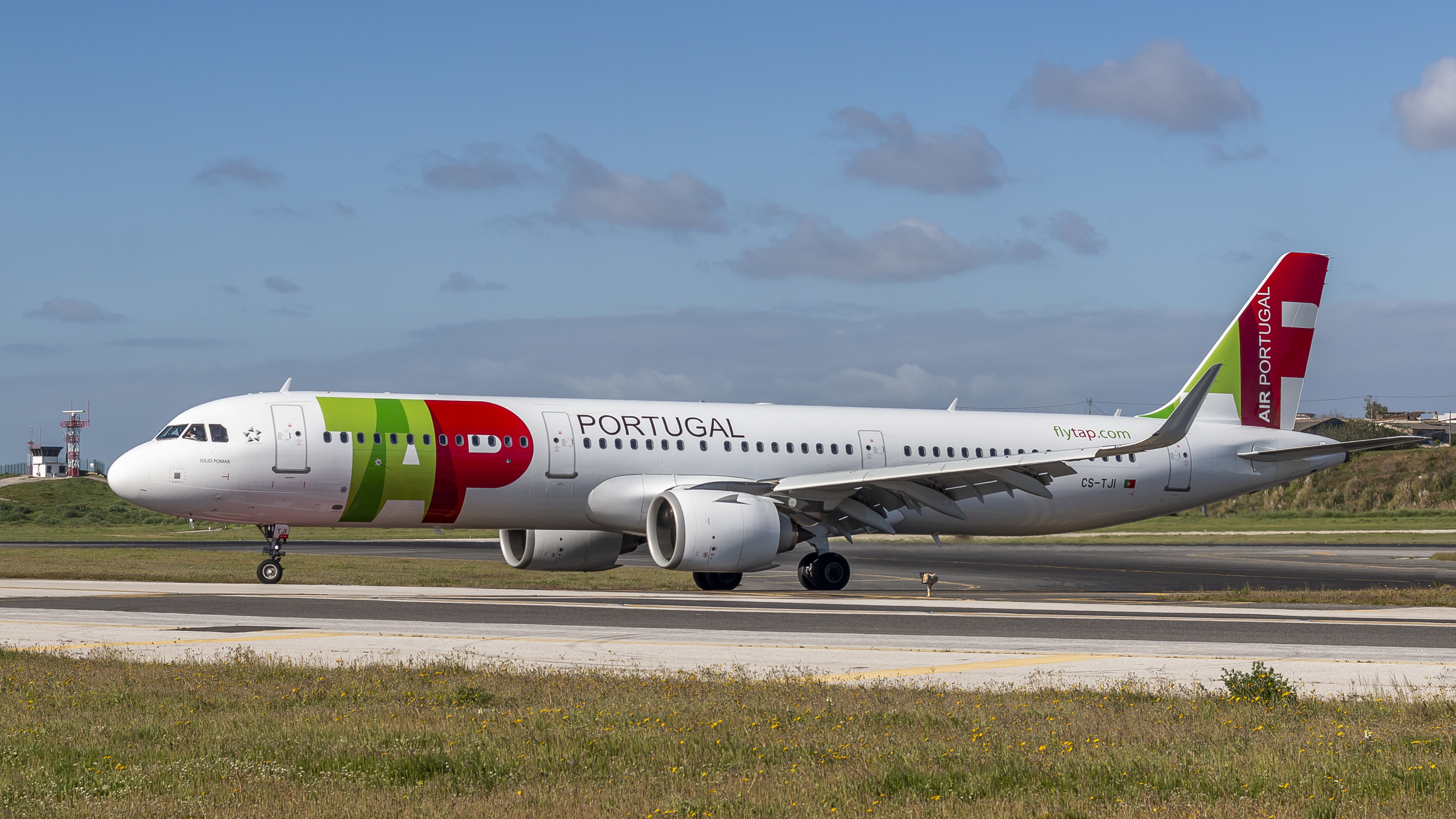
Airbus A321neo tại Sân bay Lisbon Portela

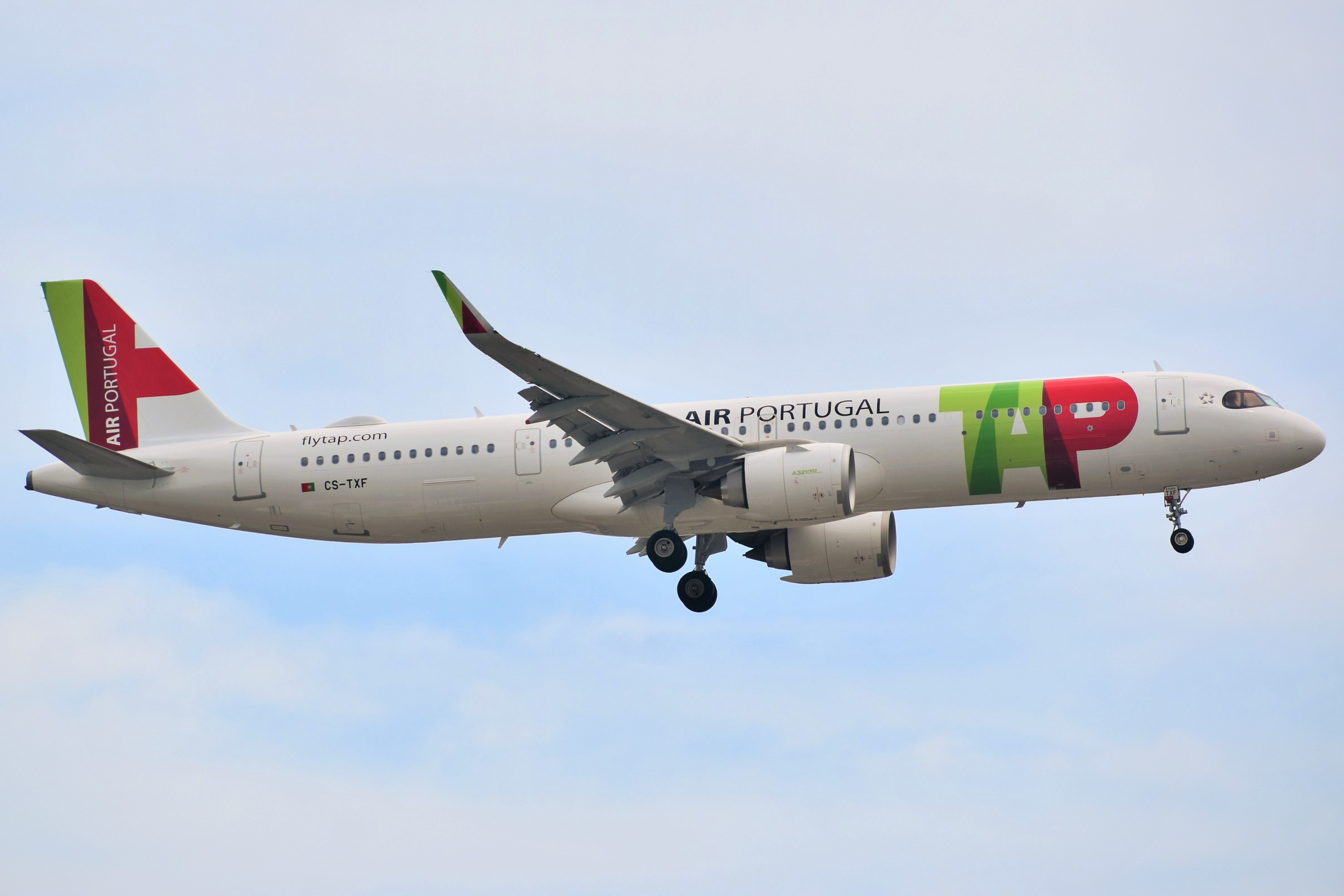
Airbus A321LR hạ cánh tại Sân bay quốc tế Newark Liberty

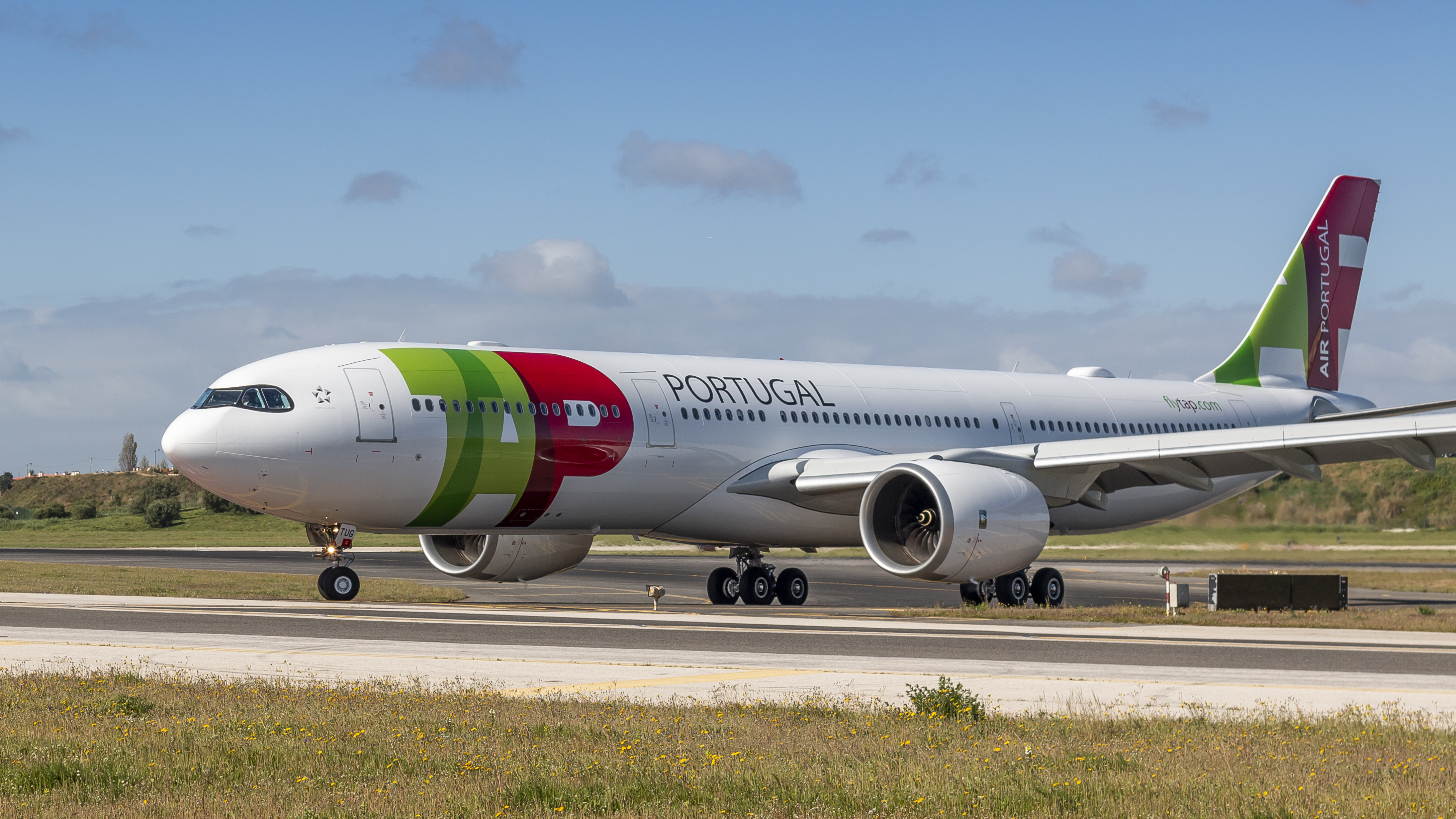
Airbus A330-900neo tại Sân bay Lisbon Portela

| Máy bay            | Tổng | Đặt hàng | Số khách (Thương gia/Phổ thông đặc biệt/Phổ thông) | Ghi chú |
| ------------------ | ---- | -------- | -------------------------------------------------- | --- |
| Airbus A319-100    | 5    | 0        | 144 (0/0/144)                                      | |
| Airbus A320-200    | 15   | 0        | 174 (0/0/174)                                      | |
| Airbus A320neo     | 12   | 14       | 174 (0/0/174)                                      | CS-TVF: Star Alliance                                                                                             |
| Airbus A321-200    | 3    | 0        | 216 (12/0/204)                                     | |
| Airbus A321neo ACF | 10   | 2        | 216 (12/0/204) 221 (0/0/221)                       | |
| Airbus A321LR      | 8    | 2        | 171 (16/48/107) 198 (16/0/182)                     | |
| Airbus A330-200    | 3    | 0        | 269 (25/0/244)                                     | CS-TON, CS-TOP: Air Cargo                                                                                         |
| Airbus A330-900    | 19   | 2        | 298 (34/96/168)                                    | CS-TUA, CS-TUB: A330neo First to fly CS-TUD: Up for another 75 Years CS-TUI: 100th Aircraft CS-TUK: Star Alliance |
| Tổng cộng          | 76   | 14       |                                                    | |

### Dừng hoạt động
| Máy bay                              | Năm hoạt động | Năm dừng khai thác |
| ------------------------------------ | ------------- | ------------------ |
| Airbus A310-300                      | 1988          | 2008               |
| Airbus A330-300                      | 2017          | 2019               |
| Airbus A340-300                      | 1995          | 2019               |
| Boeing 707-320B                      | 1965          | 1990               |
| Boeing 727-100                       | 1967          | 1989               |
| Boeing 727-200                       | 1975          | 1991               |
| Boeing 737-200                       | 1983          | 1999               |
| Boeing 737-300                       | 1988          | 2001               |
| Boeing 747-200                       | 1972          | 1984               |
| de Havilland Canada DHC-6 Twin Otter | 1979          | Không rõ           |
| Douglas DC-3                         | 1945          | 1959               |
| Douglas DC-4                         | 1947          | 1960               |
| Lockheed L-1011 TriStar              | 1983          | 1997               |
| Lockheed L-1049 Super Constellation  | 1953          | 1967               |
| Sud Aviation Caravelle               | 1962          | 1969               |